# Martin Bodmer
Pour les articles homonymes, voir Bodmer.
Martin Bodmer (Zurich, 13 novembre 1899 – Genève, 22 mars 1971) est un bibliophile et collectionneur suisse, vice-président de la Croix-Rouge internationale et créateur de la Bibliotheca Bodmeriana. Il a réuni une des plus importantes collections privées de manuscrits, incunables et livres anciens au monde, aujourd’hui conservée au musée de la Fondation Bodmer à Cologny, près de Genève.
Hans Peter Kraus l’avait surnommé « le collectionneur par excellence » et « le roi des bibliophiles ». Il fut aussi l’inventeur, durant la Seconde Guerre mondiale, du Secours intellectuel aux prisonniers de guerre.

## Biographie

### Origine de la famille Bodmer
Le nom de famille Bodmer remonte à une cité Walser du sud des Alpes, et plus probablement d’Alagna Valsesia dans le Piémont. Au XVIe siècle, à la suite de la Réforme, la famille se déplace à Zurich. Elle se trouve documentée dans cette ville dès 1543, date à laquelle Melchior Bodmer von Varnal accède à la bourgeoisie. Dès le XVIIIe siècle, les Bodmer font commerce du drap, en particulier la soie. Ils acquièrent ainsi des fortunes considérables. On distingue dans la famille plusieurs branches, désignées d'après le domonyme (Hausname) de leurs demeures : Bodmer zum goldenen Ring (de l’anneau d’or), aus der Neumühle (du nouveau moulin), aus dem Windegg (du Windegg), an der Sihl (de la Sihl), zur Arch (de l'Arche), aus dem Ellstecken (de l'Aune), ab dem Rai, aus der gelben Gilge (du Lys jaune), aus dem Salmen (du Saumon) et ab dem Münsterhof (du Fraumünster). Grâce à la soie, Heinrich Bodmer an der Sihl (1786-1873) devint l’homme le plus fortuné de Zürich. Martin Bodmer est issu de la branche Bodmer zur Arch. La devise de la famille est Nulli cedo, « Je ne cède face à personne » qui était la devise d'Érasme.

### Jeunesse à Zurich
Martin Bodmer naît le 13 novembre 1899 à Zurich, fils de Mathilde Bodmer, née Zoelly, et Hans Conrad Bodmer (1851-1916). Il est le benjamin d’une fratrie de cinq enfants. Il grandit dans la demeure familiale, une maison de maître appelée Le Freudenberg (plus tard vendue par Martin Bodmer au canton de Zurich, qui décida de la détruire en 1956 pour construire une école). Il effectue sa scolarité à Zurich. À 16 ans, il perd son père. Sa mère tient par ailleurs un salon littéraire, fréquenté notamment par Hugo von Hoffmannstahl et Paul Valéry, qui était un ami de la famille. Au Gymnase, il a pour professeur d’allemand Eduard Korrodi, qui fut également critique littéraire à la Neue Zürcher Zeitung. À l’obtention de sa maturité, Bodmer admirait Goethe, mais aussi les poètes zurichois Gottfried Keller et Conrad Ferdinand Meyer (qui était le cousin du père de Martin Bodmer). Il choisit ainsi d’entreprendre des études de littérature allemande à l’université de Zurich.
À l’âge de 15 ans, il achète pour 30 francs un exemplaire de l’édition de 1912 (Munich, Bruckmann) de Der Sturm, traduction allemande par August von Schlegel de La tempête (The Tempest) de Shakespeare, illustrée en couleur par l’artiste français Edmond Dulac. Sa mère lui offre peu de temps après une édition bibliophilique du Faust de Goethe datant de 1909 (Dusseldorf, F.H.Ehmcke), dans la fameuse police gothique de Fritz Helmuth Ehmcke. C’est le commencement d’une passion pour la bibliophilie qui l’habitera toute sa vie, le conduisant à réunir l’une des plus importantes collections privées de livres.
Ayant commencé ses études de littérature allemande à l’université de Zurich, Bodmer passe un semestre à l’université de Heidelberg, où il suit notamment les cours de Friedrich Gundolf. À ce moment, il admire toujours Goethe, les romantiques, Gottfried Keller et Conrad Ferdinand Meyer, mais aussi Shakespeare, « le plus grand magicien de tous », Homère, les « cantiques et épopées » de la Bible, Virgile et Ovide, « les grands contes du Moyen Âge, Tristan, Parcival, les Niebelungen », Dante, Boccace, Arioste, Rabelais, Racine, La Fontaine, Cervantès, Defoe, Swift, Perrault, les Mille et une nuits, Hans Christian Andersen.
Il raconte : « Je poursuivais bien mes études, mais m’aventurer à travers les âges dans le labyrinthe du cœur humain, sous l’égide de mes auteurs préférés, voilà qui avait à mes yeux infiniment plus d’importance et qui en fin de compte l’emporta sur des études peu satisfaisantes… ». Il abandonne ainsi son cursus universitaire à l’âge de 22 ans. En 1922, il publie chez Haessel à Leipzig les Balladen de C.F. Meyer dans une édition critique, basée sur les manuscrits autographes qu’il avait achetés.
Les goûts littéraires de Martin Bodmer ignorent les frontières culturelles ou linguistiques. Autour de la notion de Weltliteratur (littérature universelle), qu’il emprunte à Goethe, il imagine un vaste projet : réunir une bibliothèque des grands monuments littéraires mondiaux. « L’idée directrice se cristallisa peu à peu dans la formule suivante : montrer le développement de l’esprit humain, grâce à un ensemble de documents, qui seraient ou bien des originaux, ou qui s’en approcheraient le plus possible. C’est dire que la pièce contemporaine, le manuscrit, l’autographe, l’édition princeps y jouent un rôle prépondérant. Néanmoins, le but n’était pas de former une collection de chefs-d’œuvre, mais une collection qui soit elle-même un chef-d’œuvre, si l’expression n’est pas trop hardie ». Voir ci-dessous : La Bibliotheca Bodmeriana.

### Prix Gottfried Keller
Le 19 juillet 1921, il crée avec Eduard Korrodi la Fondation Martin Bodmer pour un prix Gottfried Keller (Martin Bodmer-Stiftung für einen Gottfried Keller-Preis). D’après les dires de Martin Bodmer, l’ambition de ce prix était autant de « préserver et encourager l’héritage culturel ancestral du pays [c’est-à-dire la Suisse] », mais aussi de « servir d’intercesseur (Vermittler) dans un esprit fraternel avec l’étranger ». Selon Charles Méla, ce prix littéraire est devenu le deuxième plus important de Suisse après celui de la Fondation Schiller pour la Suisse.
En 1940, en pleine guerre, la Fondation pour un prix Gottfried Keller n’attribua pas de prix, mais elle décerna quatre donations d’honneur à quatre écrivains reflétant des régions caractéristiques de la Suisse : Simon Gfeller, poète bernois en dialecte local ; Georg Thürer, poète de Glaris ; Maurice Zermatten, conteur valaisan ; Denis de Rougemont, philosophe de Neuchâtel.
En 1927, Bodmer épouse Alice Naville, (1906-1982), fille de Henri A. Naville, ingénieur polytechnicien de Zurich.

### RevueCorona(1930-1943)
En 1930, Bodmer crée la revue Corona, destinée à publier des textes d’auteurs, et qu’il conçoit « dans une vive affinité avec l’esprit du temps de Goethe » (« Mit dem Geist der Goethezeit noch in lebendiger Verbindung ». Hugo von Hoffmanstahl et Rudolf Borchardt sont parmi les membres fondateurs. Le tirage est bimensuel, et Bodmer lui-même en est l’éditeur aux côtés de Herbert Steiner jusqu’en 1943. Elle paraît pour l’année 1930 aux éditions Bremer Presse (Munich et Zurich), puis de 1931 à 1932 aux éditions R. Oldenburg (Munich, Berlin et Zurich), puis de 1933 à 1943 aux éditions Verlag der Corona (Zurich) et R. Oldenburg (Munich et Berlin). La publication cesse à la suite de la destruction de la maison d’édition Oldenburg à Munich. La revue édita des textes de Paul Valéry, Benedetto Croce, Viatcheslav Ivanov, Selma Lagerlöf, Thomas Mann, Rudolf Borchardt, Fritz Ernst, Hans Carossa. Son titre avait une certaine signification pour Bodmer : « le mot Corona, qui signifie aussi bien cercle, couronne et cime, sera compris en toute langue et peut être interprété de façon réaliste, mais aussi de façon symbolique ». En 2001, Martin Bircher fonda la revue Corona Nova, un bulletin du musée de la Fondation Bodmer dont l’objectif est de donner des éditions critiques des textes conservés par la Bodmeriana et d'en présenter les nouvelles acquisitions.

### C.I.C.R. et déplacement à Genève (1939)
En septembre 1939, Martin Bodmer s’adresse à son ami Max Huber, président du Comité international de la Croix-Rouge, afin de se mettre bénévolement au service de cette institution humanitaire. Durant la guerre, il imagine un service de Secours intellectuels, « une idée généreuse et nouvelle pour l’époque, une idée dont aujourd’hui encore une multitude d’hommes à travers le monde lui est redevable », d’après les mots du Président du C.I.C.R. Marcel Naville en 1971. Il s’agit de distribuer des livres aux prisonniers de guerre, dans un but de soulagement moral et d’instruction. Pas moins d’un million et demi de livres sont envoyés. De plus, les étudiants bloqués dans les Oflags reçoivent des cours universitaires (imprimés par la Croix-rouge canadienne et vérifiés par l’université d’Oxford) afin de pouvoir poursuivre leur cursus. La cheffe des secours intellectuels était Marlyne Wagner, qui fut également une figure notable des réseaux de la résistance, sous le pseudonyme « la Lionne ».
De 1947 à 1964, Bodmer est vice-président du CICR. Il choisit ainsi naturellement de déménager de Zurich à Genève, où la Croix-Rouge a son siège. Il acquiert en 1944 la somptueuse propriété Le Grand Cologny, ainsi que plusieurs parcelles attenantes. À l’extrémité septentrionale de sa propriété, sur le terrain de l’ancienne villa Haccius, il fait bâtir deux pavillons de style néo-classique, dessinés par Charles van Berchem, architecte à Genève, et décorés par le zurichois Hans Leuppi. Il y déplace l’intégralité de sa collection de livres (Cf. ci-dessous, Bibliotheca Bodmeriana), entre 1949 et 1951. Auparavant, celle-ci se trouvait conservée dans les locaux d’une ancienne école de Zurich que Bodmer avait achetée expressément pour y entreposer ses livres. Sa propriété de Cologny devient ainsi le nouveau siège de la Bibliotheca Bodmeriana, inaugurée par une cérémonie le 6 octobre 1951. L’historien Martin Bircher l’a décrite comme « un Tusculum pour les amis du livre et les érudits, niché dans le plus beau décor que peuvent offrir le lac de Genève, les Alpes et le Jura ».
À Cologny, il continua son projet de collectionneur, agrandissant constamment sa bibliothèque de la littérature mondiale (Bibliothek der Weltliteratur) composée de toutes les œuvres majeures sous forme de manuscrits autographes ou d’éditions originales. Il réunit plus de 150 000 documents issus de près de 80 cultures différentes, reflétant trois mille ans de civilisation humaine sur terr. Cf. ci-dessous Bibliotheca Bodmeriana. Toutefois, davantage que les écrivains ou chercheurs de son temps, il fréquente de préférence les antiquaires, dont il fait l’apologie. Il est notamment l’ami du grand collectionneur bibliophile Hans P. Kraus, qu’il reçut souvent à Cologny. Kraus, quant à lui, avait appelé Martin Bodmer le « collectionneur par excellence » et le « roi des bibliophiles ». Bodmer fut aussi l’un des cofondateurs de l’Association internationale des bibliophiles, en 1964. Il en occupa le poste de vice-président aux côtés, notamment, de Gustave Hoffmann (président de la Bibliothèque d’État bavaroise) et de Donald Hyde (président du Grolier Club), sous la présidence de Julien Cain (directeur des bibliothèques de France).
Il fut fait docteur honoris causa des universités de Francfort (1949), Genève (1958) et Berne (1967).
Il meurt emporté par une maladie le 22 mars 1971. On peut lire l’inscription suivante sur sa pierre tombale : « Quid egeris tunc apparebit cum animam ages » - une citation de Sénèque (Lettres à Lucilius, III, 26, 6), « Ce que tu as as accompli apparaîtra au moment où tu rends l’âme ». Cette épitaphe avait été choisie par sa femme Alice.

## LaBibliotheca Bodmeriana
La grande entreprise qui occupa Martin Bodmer pendant toute sa vie était celle de la constitution de sa collection, dont l’ambition était d’« embrasser l’humain dans sa totalité, l’histoire telle que la reflète la création spirituelle à travers tous les âges et dans toutes les parties du monde ». Il collectionna principalement des livres, mais aussi des œuvres d’art, des monnaies, et même des fossiles. Le résultat est la Bibliotheca Bodmeriana, qui demeure aujourd’hui une des plus grandes bibliothèques privées au monde.
On ne sait pas exactement quand Martin Bodmer commença à imaginer son projet de bibliothèque. Dans un discours à l’occasion de l’inauguration de la Bibliotheca Bodmeriana à Cologny, le 6 octobre 1951, il fait remonter le début de son entreprise à « environ 35 ans » auparavant, soit vers 1916. L’homme avait alors 17 ans. On sait par ailleurs qu’il fit ses premières acquisitions de bibliophile dès l’âge de 15 ans : il acheta The Tempest de Shakespeare (sous le titre Der Sturm  (trad. August von Schlegel), Munich, Bruckmann, 1912), et se vit offrir par sa mère le Faust de Goethe (édition de 1909 chez F.H. Ehmcke, Dusseldorf).

### Le concept-clé de la Bodmeriana: laWeltliteratur
L’idée que Bodmer plaça à la base de sa bibliothèque est celle de la Weltliteratur, ou littérature universelle. Il exposa ses réflexions dans un ouvrage de 1947, Eine Bibliothek der Weltliteratur (Zurich, éditions Atlantis). Il y affirme que la Weltliteratur est le signe distinctif de sa bibliothèque par rapport à aucune autre (Bodmer 1947, p. 7).
Il emprunte le terme de Weltliteratur à Goethe, qui l’avait employé dans une lettre à Johann Peter Eckermann du 31 janvier 1827, publiée en 1836 par ce dernier (Gespräche mit Goethe in den letzen Jahren seines Lebens, Leipzig, F.U. Brockhaus) : « Je vois de plus en plus que la poésie est un patrimoine commun de l’humanité (…). Le mot de littérature nationale ne signifie pas grand-chose aujourd’hui ; nous allons vers une époque de littérature universelle ».
Toute sa vie durant, Bodmer n’a de cesse de raisonner sur la notion de Weltliteratur et de faire évoluer sa conception. En 1951, il déclare : « par Weltliteratur, j’entends toutes les créations de l’esprit humain, pour autant qu’elles se soient manifestées par l’écrit et qu’elles aient joué un rôle crucial sur le lieu et l’époque de leur apparition ». Il n’exclut toutefois pas la musique, puisqu’elle peut être notée, et les arts plastiques, en tant qu’ils sont figuratifs. Conscient toutefois des limites matérielles qu’impose toute collection, Bodmer articule ses choix à partir des figures majeures, dans le but de « saisir ce qui a valeur universelle dans ce qui est typique » ((de) Martin Bodmer, Eine Bibliothek der Weltliteratur, 1947, p. 33). Il estime que la littérature universelle repose sur cinq piliers, qu’il nomme le Pentagone :
- Homère
- La Bible
- Dante
- Shakespeare
- Goethe

Il n’a toutefois pas négligé les auteurs français, qui occupent effectivement une part considérable de sa collection. Selon Bernard Gagnebin, il ne put en retenir un seul pour l’intégrer au Pentagone, dans la mesure où « les écrivains français de qualité sont à la fois, pour lui, trop nombreux et trop égaux en célébrité pour que l’un d’entre eux puisse par son génie personnel dépasser tous les autres ». Dans le grand réseau symbolique imaginé par Martin Bodmer, les cinq piliers reflètent également les cinq grandes époques de l’historiographie : l’antiquité païenne (Homère), l’antiquité chrétienne (la Bible), le Moyen Âge (Dante), la Renaissance (Shakespeare), les Temps modernes (Goethe).
Bodmer élargit ensuite sa vision. Parti de la littérature de fiction, il entreprend d’embrasser ce qu’il voit comme les quatre grands lieux de la civilisation humaine : la foi (Glaube, les textes religieux), le pouvoir (Macht, les textes politiques et juridiques), l’art (Kunst), le savoir (Wissen, les textes scientifiques). Cela se traduit par une conception élargie de Weltliteratur : « Toute création du génie humain qui a su dépasser la sphère et l’époque de son origine – voilà ce qui est essentiel, voilà ce qui est Weltliteratur ! ». Vers la fin de sa vie, il imagine le concept de Chorus mysticus, terme qu’il emprunte au nom du chœur dans la conclusion du Faust de Goethe, Partie II. Il fixa ses idées dans un article de 1967 : « Chorus Mysticus. Ein Symbol des Weltschriftums ». Le Chorus mysticus largement la Weltliteratur : il s’agit, pour Bodmer, de toutes les traces d’expression spirituelle de l’homme, transmises par « le mot, le son, l’image ou le chiffre », représentant « la croyance, la création, la signification ou le recherche, autrement dit la religion, l’art, la philosophie, la science. ». Sa collection devait refléter autant que possible l’entier du Chorus grâce à ses figures exemplaires. Cf. ci-dessous Les tapuscrits perdus du Chorus mysticus.
En bibliophile averti, Martin Bodmer a toujours cherché les traces les plus anciennes des textes, comme il l’explique en présentant la Bodmeriana : « On accorde la plus grande importance à l’original. Manuscrits et imprimés sont pour la plupart aussi proches que possible de la date de conception du texte, et les écrits les plus voisins de la date d’origine – les autographes – y sont en grand nombre ».
Bodmer a toujours soutenu, avec le concept de Weltliteratur, une vision transnationale, translinguistique et transfrontière de la culture. Jean Starobinski n’a pas manqué de souligner les vertus de cet humanisme, si rare au sein des conflits qui traversèrent le XXe siècle : « L’idée goethéenne de Weltliteratur, défendue par Martin Bodmer, a été dans notre pays [la Suisse] l’antidote des formes pathologiques du nationalisme qui sévissait alors en Europe. C’était bien là une idée occidentale, mais qui révèle à quel point l’occident a cherché à reconnaître, à admirer les cultures qui lui étaient extérieures ».
Martin Bodmer s’inspirait aussi de Hermann Hesse. Hesse était en effet l’auteur d’un petit ouvrage intitulé Eine Bibliothek der Weltliteratur (Leipzig, Reclam, 1929), le même titre que choisira Bodmer en 1947 (Martin Bodmer, Eine Bibliothek der Weltliteratur, Zurich : Atlantis, 1947). Ce dernier possédait une édition originale du livre de Hesse, qu’il avait annotée. Il collectionna des livres de chacun des 167 noms d’auteurs que Hesse y avait énumérés alphabétiquement, d’Eschyle à Zola (Hesse avait oublié Hugo – Bodmer le rajouta au crayon gris). L’approche mystique de l’auteur du Steppenwolf eut aussi, sans doute, une forte influence sur Bodmer. Charles Méla a notamment rapproché le projet bodmérien de celui du protagoniste du Jeu des perles de verre.

### Grandes acquisitions

#### Bible de Gutenberg et Codex Sinaïticus
En 1928, alors que Bodmer chronique pour la Neue Zürcher Zeitung une vente publique de livres Renaissance, il entend parler de la mise en vente d’une Bible de Gutenberg, issue du trésor des tsars spolié par les Soviets. Il s’en porte acquéreur. Cette Bible se trouve aujourd’hui exposée au musée de la Fondation Bodmer, à Cologny près de Genève.
Parmi les trésors impériaux aliénés par les Soviets en 1928 se trouvait aussi le fameux Codex Sinaiticus, l’un des plus anciens manuscrits complets du Nouveau Testament, datant du IVe siècle. Martin Bodmer convoitait évidemment cette pièce, mais il dut renoncer à l’acquérir pour son prix, 250 000 livres, excessif pour le jeune collectionneur de 28 ans qu’il était. L’objet fut finalement vendu pour seulement 120 000 livres, au grand regret de Bodmer, qui se confia ainsi à son ami Bernard Breslauer, grand collectionneur bibliophile : « J’ai peut-être fait la même erreur que mon père, qui collectionnait les tableaux. Il avait eu l’occasion d’acheter le Dürer qui se trouve maintenant à Berlin, mais comme le prix excédait la limite qu’il s’était fixée pour un seul tableau, il l’a laissé échapper ».

#### Papyri Bodmer
Une autre acquisition majeure de Martin Bodmer fut celle des quelque 1800 folios de papyri antiques que l’on désigne aujourd’hui sous l’appellation « Papyri Bodmer », extrêmement précieux, qui contiennent à la fois de la littérature et des textes sacrés. Selon Charles Méla, on y reconnait « une authentique bibliothèque du Ve – VIe siècle de notre ère, d’un riche lettré ou bien du maître d’une école de scribes ». Parmi eux, il faut mentionner : le manuscrit du IIIe siècle du Dyscolos (L’Atrabilaire), une comédie de Ménandre qui, avant son identification au sein de la collection Bodmer, était considérée comme perdue ; le fameux « Papyrus Bodmer II », le plus ancien manuscrit complet de l’Évangile de Jean, du IIe siècle ; le plus ancien manuscrit existant de la Nativité de Marie, du IIIe siècle. Bodmer put acquérir ces documents grâce à Phocion Tano, antiquaire chypriote installé au Caire et qui fournissait notamment Chester Beatty et Pierpont Morgan. Bodmer le connut par l’entrefait de l’égyptologue suisse Henri Wild. C’est en vérité Odile Bongard, assistante de Bodmer, qui était à l’origine de cette acquisition. Si l’on suit la version des faits de Bongard, celle-ci avait été informée par Tano, dans les années 1950, de l’existence d’un nouveau site de fouilles caché, dont le produit serait susceptible d’intéresser Martin Bodmer. Elle s’aventura elle-même au Caire, à Louxor et à Assiout, où elle parcourut le désert à cheval afin de découvrir le site (elle était une cavalière chevronnée, membre du rallye de Genève), mais sans succès. Les papyrus (toujours d’après le récit d’Odile Bongard) furent finalement envoyés à Genève par Tano en plusieurs colis, à l’adresse personnelle de Bongard. Seul le précieux Papyrus Bodmer II fut apporté en Suisse en mains propres par le marchand.
En 1969, le pape Paul VI fit une visite à Genève (la première visite papale dans cette ville depuis 1418). Martin Bodmer, qui souhaitait le rencontrer, lui fit don de quatre feuillets du papyrus des Epîtres de Pierre (codex de 95 folio) datant du IIIe siècle, déposés dans un écrin fabriqué spécialement en parchemin par Wiessbach à Lausanne et portant la dédicace suivante : « Afin que les lettres de Pierre rejoignent la maison de Pierre ». En retour, à la fin de cette même année, le pape reçut en privé Martin Bodmer dans ses appartements du Vatican. En 1969, le chancelier de l’Université du Texas, Harry H. Ransom, prit contact avec Martin Bodmer par l’entremise du grand bibliophile Hans Peter Kraus, afin de lui demander d’acheter l’intégralité de sa bibliothèque pour 60 millions de dollars (de l’époque). Bodmer refusa.
Vers la fin de sa vie, Martin Bodmer eut l’idée de créer autour de sa collection une Fondation internationale garantie par l’UNESCO ; toutefois, sa santé déclinant, il ne put faire aboutir ce projet. Il créa finalement une fondation de droit privé, dont le but était la sauvegarde de la collection, la continuation de ses fonctions (expositions, mises à disposition pour la recherche) et son augmentation ; il lui transmit sa collection en février 1971, trois semaines avant sa mort. La Fondation inaugura en 2003 le musée de la Fondation Bodmer. Construit en hypogée dans le site de la Bodmeriana à Cologny, il est l’œuvre de l’architecte suisse Mario Botta. Cf. ci-dessous Musée de la Fondation Bodmer.

### Les tapuscrits perdus duChorus mysticus
On sait que Martin Bodmer avait pour projet de publier un écrit théorique, dans la suite de son ouvrage de 1947 Eine Bibliothek der Weltliteratur (Une bibliothèque de la littérature universelle, Zurich, Atlantis éditeurs), qui expliciterait sa conception de l’histoire et de la culture, éclairerait son édifice bibliothécaire et lui servirait de testament intellectuel. D’après Odile Bongard, son assistante personnelle, et Jan Janssen, qui aida également à la dactylographie de ces textes, ses écrits remplissaient deux classeurs entiers, et comportaient aussi des schémas et des tableaux. Ces écrits ont été entièrement perdus, à l’exception d’un tapuscrit portant le titre « Chorus mysticus ».
Le Chorus mysticus (comme déjà la Weltliteratur) fait écho à Goethe : il s’agit du chœur qui apparaît à la fin de la seconde partie du Faust. On notera que Charles Méla a aussi comparé le Chorus mysticus avec l’Unio mystica du Jeu des perles de verre de Hermann Hesse.
Outre le tapuscrit susmentionné, la dernière trace de cette pensée bodmérienne tardive se trouve dans un article que Bodmer avait publié en 1967 à la mémoire de son ami, le grand collectionneur Hans Peter Krauss, « Chorus mysticus : Ein Symbol des Weltschrifttums » (Chorus mysticus : un symbole de l’écrit mondial). Bodmer y expose une conception mystique de l’histoire où chaque figure marquante de la littérature, les arts, l’historiographie, la politique et la science prend place dans un schéma régulier, cohérent, tendant vers la perfection. Il adjoint à sa dissertation trois schémas qui articulent les génies de l’humanité au sens de Bodmer, selon leur place géographique, historique et thématique. « Par Chorus mysticus, écrit Bodmer, nous comprenons une réciprocité mystérieuse de liaisons et de résonances entre toutes les choses, depuis l’univers (Weltall) jusqu’à l’esprit de l’homme, laquelle a pour effet que l’ordre et non la confusion soit le principe du monde… Chorus mysticus désigne le Tout, car celui-ci n’est pas chaos, mais chorus. Ne pas connaître la raison dernière, c’est cela qui est mystère ». Ainsi, vers la fin de sa vie, il élargit la portée de sa collection. Si celle-ci réunissait avant tout des livres, mais aussi des stèles, fragments gravés, sculptures, dessins et monnaies, elle s’ouvre également aux cultures sans écrit, puis à toute trace importante de la vie sur terre. De fait, Martin Bodmer réunit même des fossiles de la région de Holzmaden, dont un ichtyosaure de l’ère secondaire (environ 170 millions d’année), qui trône aujourd’hui dans l’entrée du musée de la Fondation Bodmer.